# Lisa Angell
Lisa Angell, właśc. Lisa Vetrano (ur. 21 września 1968 w Paryżu) – francuska piosenkarka, reprezentantka Francji w 60. Konkursie Piosenki Eurowizji (2015).

## Życiorys
Jest córką Francuzki i Włocha. Mając 15 lat, rozpoczęła naukę muzyki klasycznej w konserwatorium muzycznym w Nicei, którego jednak nie ukończyła. Między 11 a 14 rokiem życiem brała udział w kilku konkursach radiowych organizowanych z okazji karnawału w Nicei, ostatecznie wygrała cztery konkursy z rzędu.
Niedługo po przerwaniu nauki w konserwatorium muzycznym zaczęła występować w lokalnych barach na Lazurowym Wybrzeżu. W 2001 przeprowadziła się do Paryża, gdzie spotkała Didiera Barbeliviena, który nawiązał z nią współpracę jako kompozytor jej utworów. 

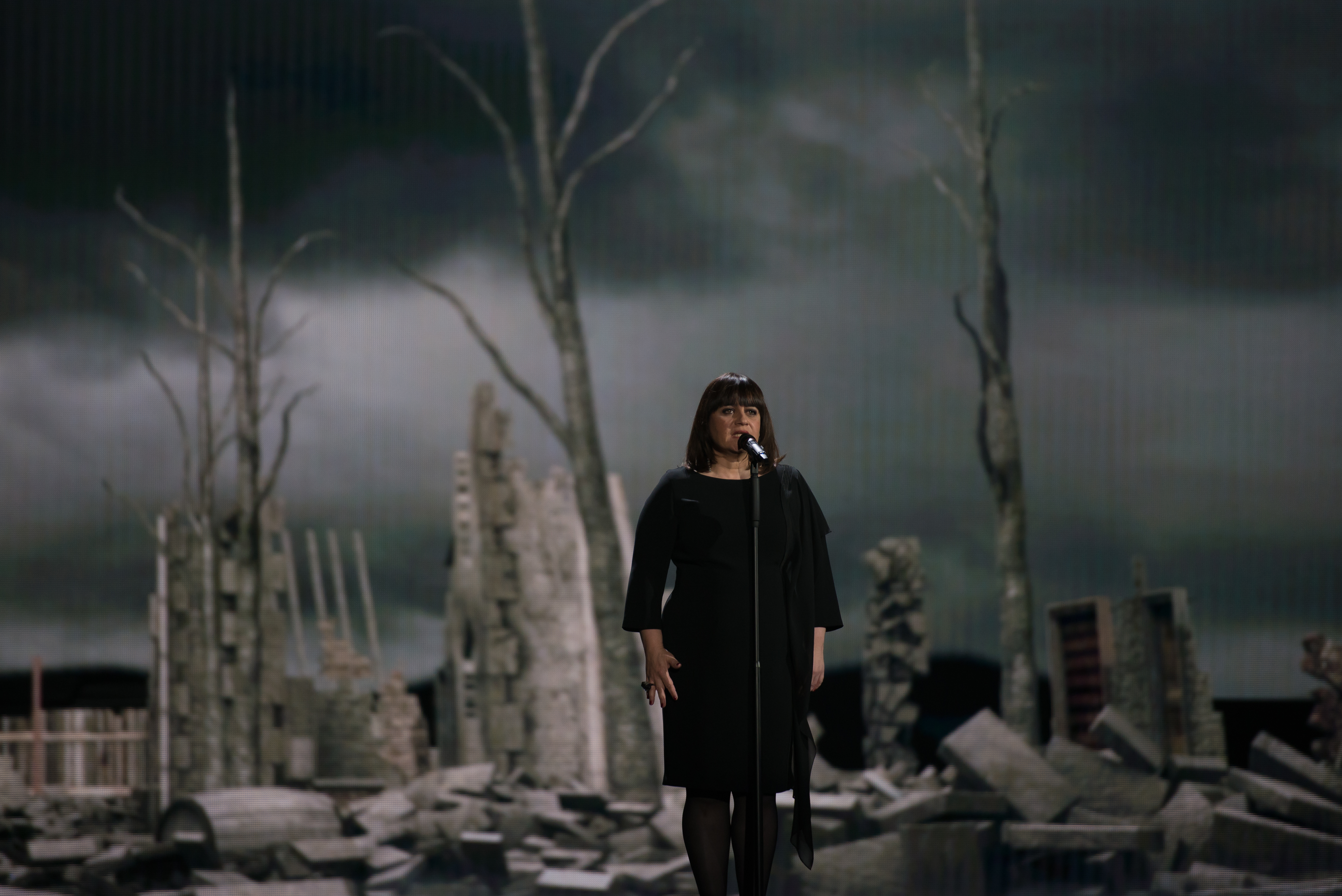
Lisa Angell podczas prób do występu w 60. Konkursu Piosenki Eurowizji w Wiedniu, maj 2015

W 2009 została zaproszona przez iluzjonistę Daniela Lary’ego do udziału w jego programie Le château des secrets. Później wystąpiła w show Le Plus Grand Cabaret du Monde, podczas którego poznała producenta Patricka Sébastiena, który zaproponował jej udział w jego programie rozrywkowym Les Annees Bonheur i wyprodukował jej debiutancki album studyjny, zatytułowany Les divines, wydany w październiku 2011. W 2013 wydała drugi album pt. Des mots..., którego producentem został Philippe Swan.
W grudniu 2013 zgłosiła się do udziału w programie Les Chansons d’abord będącego francuskimi eliminacjami do 59. Konkursu Piosenki Eurowizji w 2014. W kwietniu 2014 wydała trzeci album pt. Frou Frou. W styczniu 2015 została ogłoszona reprezentantką Francji z utworem „N’oubliez pas” w 60. Konkursie Piosenki Eurowizji. 23 maja zaśpiewała w finale konkursu jako druga w kolejności i zajęła 25. miejsce z 4 punktami na koncie.

## Dyskografia
Albumy studyjne
- Les divines (2011)
- Des mots... (2013)
- Frou Frou (2014)
- Lisa Angell (2015)